# Мерчант, Исмаил
Исмаил Мерчант (англ. Ismail Merchant, полное имя и фамилия Исмаил Нур Абдул Рахман (гудж. ઈસ્માઈલ નૂરમોહમદ અબ્દુલ રહમાન, урду اسماعیل نور محمد عبد الرحمن‎); 25 декабря 1936, Бомбей, Бомбейское президентство, Британская Индия, Британская империя — 25 мая 2005, Лондон, Великобритания) — английский кинорежиссёр и кинопродюсер индийского происхождения. Известен долгим плодотворным сотрудничеством с американским режиссёром Джеймсом Айвори, который одновременно был его партнёром в личной жизни.

## Биография
Исмаил Мерчант родился в Бомбее (Мумбаи), в семье торговца текстилем Нура Мохамеда Рехмана и Хазры (девичья фамилия Мемон). Он вырос в двуязычной среде, с раннего возраста зная гуджарати и урду, позже в школе изучал арабский и английский языки. Будучи ребёнком 9 лет, Исмаил произнёс эмоциональную речь о разделе Индии на политическом митинге перед толпой в 10 000 человек. Когда ему было 11 лет, Индия обрела независимость от Великобритании и была разделена на два государства, Индийский Союз и Доминион Пакистан. Отец Исмаила был президентом бомбейского отделения мусульманской лиги, но отказался переезжать в Пакистан. Позже Мерчант рассказал, что пронёс воспоминания о «мятеже и беспорядках» во взрослую жизнь.
Исмаил встретил своего первого наставника в 1949 году; благодаря семейным связям он в возрасте 13 лет познакомился и сдружился с двадцатилетней индийской киноактрисой Нимми, которая, в свою очередь, познакомила его с киностудиями Бомбея, главного центра индийской киноиндустрии. Именно она вдохновила его построить карьеру в кино. Окончив школу, Исмаил поступил в бомбейский Колледж святого Ксавье и получил степень бакалавра Бомбейского университета. Именно здесь он развил свою любовь к кино. Когда Исмаилу было 22 года, он уехал в США, где получил степень MBA в Нью-Йоркском университете. Живя в Америке, Исмаил работал курьером в ООН и использовал эту работу, чтобы убедить индийских делегатов профинансировать его кинопроекты. Погрузившись в мир искусства и культуры, Мерчант открыл для себя фильмы бенгальского кинорежиссёра Сатьяджита Рея, а также таких европейских мастеров, как Ингмар Бергман, Витторио Де Сика и Федерико Феллини. В 1960 году Исмаил как продюсер принял участие в съёмках короткометражного фильма «Создание женщины» (англ. The Creation of Woman), который был показан на Каннском кинофестивале и номинировался на премию «Оскар».
В 1959 году произошло событие, предопределившее дальнейшую жизнь Исмаила. На съёмках документального фильма «Меч и флейта» (англ. The Sword and the Flute) в Нью-Йорке он познакомился с режиссёром Джеймсом Айвори. Уже в мае 1961 года они создали собственную кинокомпанию «Мерчант—Айвори продакшнз» (англ. Merchant Ivory Productions). Мерчант и Айвори стали долгосрочными партнёрами. Их профессиональное и романтическое партнёрство длилось 44 года, с 1961 года до смерти Мерчанта в 2005 году, и попало в Книгу рекордов Гиннесса как самое продолжительное партнёрство в истории независимого кино. До смерти Мерчанта они выпустили около 40 фильмов, часть из которых были отмечены престижными кинонаградами. Автором сценариев для более 20 их фильмов стала англо-американская писательница Рут Правер Джабвала, единственный человек в мире, получивший и «Оскара», и «Букера».
В 1963 году Мерчант и Айвори представили свой первый фильм, «Хозяин дома», основанный на романе Правер Джабвалы (она также написала и сценарий). Это был первый индийский фильм, который распространялся на международном уровне американским киногигантом Columbia Pictures. Тем не менее, только в 1970-х годах партнёры добились признания, выпустив фильм «Европейцы» по роману Генри Джеймса, который адаптировала Джабвала.
Помимо продюсирования, Мерчант сам снял несколько фильмов, в том числе два телевизионных. Для телевидения он поставил короткометражный фильм под названием «Махатма и безумный мальчик» (англ. Mahatma and the Mad Boy), а также полнометражный фильм «Куртизанки Бомбея» для британского Channel 4. В 1993 году Мерчант снял свой первый полнометражный кинофильм «Под стражей» по автобиографическому роману Аниты Десаи с участием звезды Болливуда Шаши Капура. Снятая в индийском Бхопале, картина выиграла Национальную кинопремию за лучшую постановку и специальную премию жюри для Шаши Капура. Второй фильм Мерчанта режиссёра «Собственник» снимался в Париже при участии таких актёров как Жанна Моро, Шон Янг, Жан-Пьер Омон и Кристофер Кейзнов.
Про свои партнёрские отношения с Айвори и Джхабвалой Мерчант однажды сказал: «Это странный брак у нас в Merchant Ivory … Я индийский мусульманин, Рут — немецкая еврейка, а Джим — американец-протестант. Кто-то однажды назвал нас трёхголовый бог. Возможно, они должны были назвать нас трёхголовым монстром!».
Исмаил Мерчант скончался в Вестминстере (Лондон, Великобритания) в возрасте 68 лет, после операции по поводу язвы желудка. Он был похоронен в Мумбаи 28 мая 2005 года, в соответствии с его желанием быть похороненным вместе с его предками.

## Кулинария и литература
Мерчант любил кулинарию и написал несколько книг об искусстве приготовления пищи, в том числе, Ismail Merchant's Indian Cuisine; Ismail Merchant’s Florence; Ismail Merchant's Passionate Meals и Ismail Merchant's Paris: Filming and Feasting in France. Он также писал книги о кинопроизводстве, в том числе книгу о создании фильма «Обманщики» в 1988 году под названием «Суета в Старом Джайпуре» (англ. Hullabaloo in Old Jeypur), а также о съёмках картины «Собственник» Once Upon a Time … The Proprietor. Его последняя книга была озаглавлена «Мой путь из Индии: путешествие кинорежиссёра из Бомбея в Голливуд и за его пределами» (англ. My Passage From India: A Filmmaker's Journey from Bombay to Hollywood and Beyond).

## Награды
В 2002 году Мерчант был награждён третьей по высоте гражданской наградой Индии — Падма Бхушан. Он также лауреат Премии за превосходство Международного центра Нью-Йорка.

## Фильмография

### Режиссёр
- 1974 — Mahatma and the Mad Boy (короткометражный)
- 1983 — Куртизанки Бомбея[англ.] (докудрама)
- 1993 — In Custody
- 1995 — Люмьер и компания (один из эпизодов, совместно с Д. Айвори)
- 1996 — Собственник[англ.]
- 1999 — Хлопковая Мэри[англ.]
- 2002 — Таинственный массажист[англ.]

### Продюсер
- 1960 — The Creation of Woman (короткометражный)
- 1963 — Хозяин дома
- 1965 — Слуги Шекспира
- 1969 — Гуру[англ.]
- 1970 — Бомбейское кино
- 1972 — Приключения Человека Брауна в поисках Цивилизации[англ.] (документальный ТВ-фильм)
- 1973 — Helen: Queen of the Nautch Girls (короткометражный)
- 1973 — Дикари[англ.]
- 1974 — Mahatma and the Mad Boy (короткометражный, также режиссёр)
- 1975 — Дикая вечеринка
- 1975 — Автобиография принцессы[англ.]
- 1976 — Sweet Sounds (короткометражный)
- 1976 — Суета вокруг картин Джорджа и Бонни[англ.]
- 1977 — Роузленд
- 1979 — Европейцы
- 1980 — Джейн Остин на Манхэттене (ТВ-фильм)
- 1981 — Квартет
- 1983 — Жара и пыль
- 1983 — Куртизанки Бомбея[англ.] (также режиссёр)
- 1984 — Бостонцы
- 1985 — Комната с видом
- 1985 — Полуденное вино[англ.] (ТВ-фильм, исполнительный продюсер, не Merchant-Ivory)
- 1986 — Моя маленькая девочка[англ.] (исполнительный продюсер)
- 1987 — Морис
- 1988 — Идеальное убийство (исполнительный продюсер)
- 1988 — Душители
- 1989 — Рабы Нью-Йорка
- 1990 — Мистер и миссис Бридж
- 1990 — Баллада о невеселом кабачке[англ.]
- 1992 — Говардс-Энд
- 1991 — Street Musicians of Bombay (исполнительный продюсер)
- 1993 — Остаток дня
- 1995 — Джефферсон в Париже
- 1995 — Праздник Июля (исполнительный продюсер)
- 1996 — Прожить жизнь с Пикассо
- 1998 — Дочь солдата никогда не плачет
- 1998 — Переулок[англ.] (исполнительный продюсер)
- 2000 — Хлопковая Мэри[англ.]
- 2001 — Золотая чаша
- 2002 — Спасибо, доктор Рей[англ.]
- 2003 — Развод
- 2004 — Высоты[англ.]
- 2005 — Белая графиня